# Tanghin-Dassouri
Tanghin-Dassouri ist sowohl eine Gemeinde (französisch commune rurale) als auch ein dasselbe Gebiet umfassendes Departement im westafrikanischen Staat Burkina Faso in der Region Centre und der Provinz Kadiogo. Die Gemeinde hat in 18 Dörfern und sechs Sektoren des Hauptortes 55.094 Einwohner, in der Mehrzahl Mossi.
Tanghin-Dassouri liegt westlich der Hauptstadt Ouagadougou an der Nationalstraße 1 und wurde 2005 an das Stromnetz angeschlossen.